# Mundsburg (métro de Hambourg)
La station de métro Mundsburg (en allemand : U-Bahnhof Mundsburg) est une station de la ligne U3 du métro de Hambourg. Elle se situe dans le quartier d'Uhlenhorst.

## Situation sur le réseau

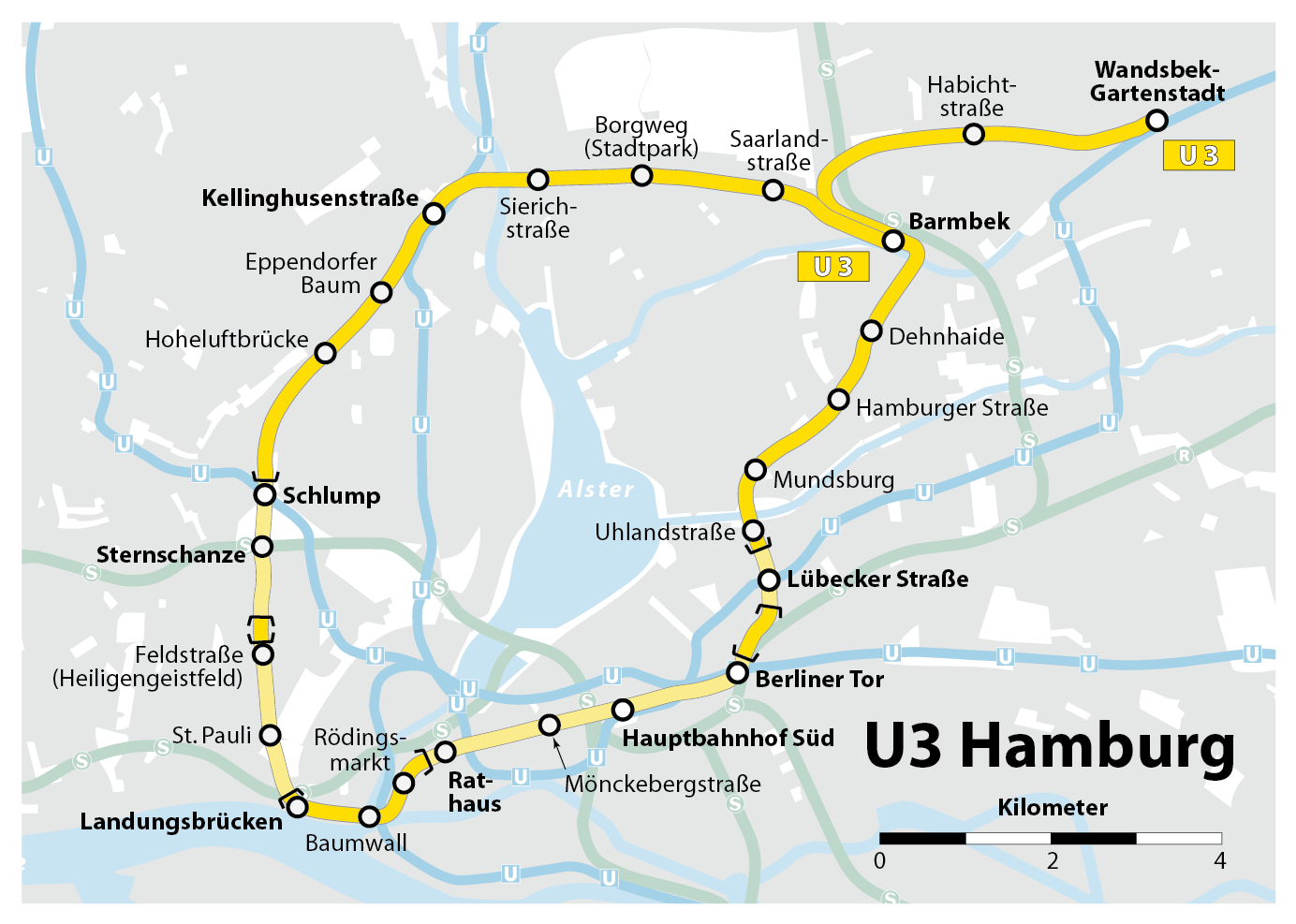
Plan de la Ligne U3 du métro de Hambourg.

## Histoire
La station fait partie de l'anneau ferroviaire aérien et souterrain construit entre 1906 et 1912 par Siemens & Halske avec la collaboration de l'ingénierie de Hambourg. La station, complétée par la première section du métro de Hambourg en 1912, fut conçue par le bureau d'architectes Raabe & Wöhlecke. Une partie de la décoration intérieure est conservée, comme les portes d'entrée battantes et les bancs en bois. En 1986, la station est entièrement rénovée. Les parties du pont dans la région de Mundsburg sont rénovées en 2001 et 2011.

## Services aux voyageurs

### Accès et accueil
Les deux quais sont équipés d'ascenseurs pour les passagers à mobilité réduite et les clients avec des charges et des poussettes, installés en mars 2015.

### Intermodalité
Les lignes de métrobus 18 et 25, les lignes de bus urbains 172 et les lignes de bus de nuit 606 et 607 s'arrêtent à la station de métro.
Il y a une station de taxis du côté nord de la station.
Une station est aménagée du côté nord de la station de métro pour le système de location des vélos en libre-service rouges de Hambourg. Il y a également des supports à vélos du côté nord et un local à vélos du côté sud.